# Macho (ferramenta)
Machos são ferramentas que têm a função de gerar roscas internas em furos para o rosqueamento de parafusos, fusos ou prisioneiros. Essas ferramentas são fabricadas de aço-rápido temperado e retificado que apresenta em seu corpo filetes de rosca padronizados com canais longitudinais ou helicoidais, cuja função é alojar os cavacos originados pelo processo.
A norma ABNT NBR ISO 5967:2010 define a terminologia empregada nos machos para roscar.
Aplicações
O macho pode ser de aplicação manual ou em máquina. Os machos manuais, em geral, são mais curtos que os machos para máquinas e compostos por jogos de duas peças para rosca fina e três peças para roscas normais. No rosqueamento com macho manual, o movimento de corte giratório é feito com o auxílio de desandadores. O macho para aplicação em máquina é geralmente de uma única peça e o movimento de corte giratório é feito por meio de cabeçotes rosqueadores.
Segundo a norma NBR8191, baseada na norma DIN 2197, no conjunto de machos de uso manual, o primeiro macho é denominado de macho de pré-corte, identificado com um anel ou pela letra “v” escrita na haste. O segundo macho é denominado de macho de semiacabamento, identificado por dois anéis ou pela letra “M” gravada na haste. O terceiro macho é denominado de macho de acabamento, identificado pela letra ”F”. Não apresenta nenhum anel na haste.
Os machos manuais podem ser classificados conforme o perfil em:
•seriado;
•completo.
Os machos de perfil seriado seguem a norma DIN e são fabricados em jogos cujos diâmetros externos da rosca são diferentes entre si. Isso possibilita a divisão do esforço de corte entre um macho e outro. O macho de pré-corte de perfil seriado retira aproximadamente 55% do material da rosca. O macho de semiacabamento retira 30% e o macho de acabamento retira os 15% restantes para a confecção da rosca.
Os machos são caracterizados por:
1. sistemas de rosca que podem ser: MÉTRICA GROSSA(M) E MÉTRICA FINA(MF)- em milímetro, Whithworth(BSW) e americano(UNC)- POLEGADA GROSSA, AMERICANA FINA(UNF)-POLEGADA FINA, AMERICANA CÔNICA PARA TUBO(NPT), "WHITWORTH" PARA TUBO(BSP);

1. aplicação: roscar peças internamente;

1. passo medido pelo sistema métrico ou número de filetes por polegada: indica se a rosca é normal ou fina;

1. diâmetro externo ou nominal: diâmetro da parte roscada;

1. diâmetro da haste cilíndrica: indica se o macho serve ou não para fazer rosca em furos mais profundos;

1. sentido da rosca: à direita ou à esquerda.

As roscas podem ser classificadas pelo tipo de canal, ou ranhuras dos machos.